# NGC 4361
NGC 4361 je planetna maglica u zviježđu Gavranu.

## Vanjske poveznice
- (eng.) SEDS: NGC 4361
- (eng.) Revidirani Novi opći katalog
- (eng.) Izvangalaktička baza podataka NASA-e i IPAC-a
- (eng.) Astronomska baza podataka SIMBAD
- (eng.) VizieR